# Enema of the State
Az Enema of the State a Blink-182 1999-ben megjelent albuma. A legsikeresebb albumuk, több szám slágerré vált, például az All The Small Things és a What's My Age Again?. A cím szójáték az Enemy of the State című 1998-ban megjelent filmmel. A Mutt c. számot az Amerikai Pite c. filmhez írták, amiben szerepeltek is.

## Számok listája
1. Dumpweed" – 2:23
2. Don't Leave Me – 2:23
3. Aliens Exist – 3:12
4. Going Away To College – 2:59
5. Whats My Age Again? – 2:28
6. Dysentery Gary – 2:44
7. Adam's Song – 4:09
8. All The Small Things – 2:48
9. The Party Song – 2:19
10. Mutt – 3:23
11. Wendy Clear – 2:50
12. Anthem – 3:39